# Tricio
Tricio település Spanyolországban, La Rioja autonóm közösségben. Tricio Alesón, Manjarrés, Arenzana de Arriba, Arenzana de Abajo és Nájera községekkel határos. Lakosainak száma 374 fő (2024).

## Népesség
A település népessége az elmúlt években az alábbi módon változott:
| Lakosok száma | 370  | 380  | 439  | 424  | 388  | 388  | 378  | 380  | 371  | 374  |
|               | 2001 | 2004 | 2007 | 2009 | 2012 | 2014 | 2017 | 2019 | 2022 | 2024 |